# Дерик Віблі
Де́ррик Дже́йсон Ві́блі (*21 березня 1980), також відомий як Bizzy D — музикант і продюсер, більш знаний як вокаліст та автор текстів канадського поп-панк гурту Sum 41. Він також грає на гітарі, ударні та клавішних/фортепіано. Як продюсер він був одним із засновників студії звукозапису Bunk Rock Productions. Уіблі народився у місті Скарборо, Онтаріо. Найбільший вплив на нього мали Елвіс Костелло, The Beatles і панк-гурти з Південної Каліфорнії. А розпочалася його музична кар'єра у 14 років, коли найулюбленішим гуртом була Nirvana.

## Sum 41 і професійна кар'єра
У 1993 році Деррік зустрів майбутнього барабанщика Sum 41 Стіва Джокса. Обидва стали першими учасниками гурту, утвореного з учасників конкуруючих гуртів протягом 41 літнього дня 1996 року. Композиції групи перебували на вершинах чартів багатьох країн. Деррік пише всі тексти Sum 41 (за винятком дечого з Fat Lip) і переважну більшість їхньої музики.
У жартівливому перевтіленні гурту Sum 41 Pain for Pleasure він грає Ґаннера.
Деррік є учасником Bunk Rock Productions, компанії, що займається музичним менеджментом та продюсуванням. В Bunk Rock він був спів продюсером деяких альбомів Sum 41 і Treble Charger — гурту Грега Норі), давнього друга і наставника Дерріка. Для Treble Charger він також записав бек-вокал у альбомі Detox. Також він був продюсером No Warning. Не так давно він став продюсером першого EP сольного проекту під назвою The Operation ще одного учасника Sum 41,  Джейсона МакКесліна.
Поза музичною кар'єрою він також час від часу грає у фільмах. Наприклад, він зіграв персонажа Тоні у фільмі «Брудне кохання», де також виконав кілька пісень зі своїм гуртом Sum41.
Зовсім недавно, поряд з новим альбомом Sum 41 Деррік також брав участь у запису альбому Авріл Лавін, для якого він є продюсером, а також автором деяких рок/панк-рок-орієнтованих композицій.  [Архівовано 4 червня 2009 у Wayback Machine.]

## Музичні інструменти
Зараз він грає на модифікованому Fender American Telecaster HH, Fender 72' Telecaster Deluxe (також модифікованому) і на Fender Standard Telecaster. Раніше він грав на Gibson SG і Gibson Les Paul. Також він грає на ударних, Коли Стів Джокс співає у жартівливому перевтіленні гурту Sum 41 Pain for Pleasure. При виконанні наживо композиції Pieces Уіблі іноді використовує фортепіано чи клавішні замість гітари.
Він має на меті випустити Fender Signature Telecaster (модель гітари з автографом музичної зірки) десь у середині наступного року. Деррік каже, що вона з'явиться одночасно із їхнім новим альбомом. Вона буде доступною у чорному, білому та червоно-чорному тонах.

## Особисте життя
Раніше Деррік був у близьких відносинах із спадкоємицею готельної мережі Hilton Періс Хілтон Та це тривало недовго. У березні 2004 року він почав зустрічатися із канадською рок-співачкою Авріл Лавін, і вони заручилися у червні 2005 року. Уіблі зробив Лавін пропозицію, приємно здивувавши її мандрівкою до Венеції, романтичним пікніком, прогулянкою в гондолі, а потім — туром на гелікоптері. Пара врешті взяла шлюб 15 липня 2006 у приватному маєтку в місті Монтесіто на Каліфорнійському узбережжі, розташованому за 140 км на північний захід від Лос-Анджелесу.   Щасливий шлюб тривав більше трьох років. 
Але 17 вересня 2009 молода пара оголосила про свій намір розлучитися. 9 жовтня 2009 Лавін подала на розлучення, але, тим не менш, заявила: «Я вдячна за наш з Деріком час, я вдячна і щаслива, бо ми назавжди залишаємося друзями». Шлюборозлучний процес завершився 18 листопада 2010